# Videogiochi Taito
Di seguito è elencata la lista di videogiochi della Taito, ciascuno per ogni paragrafo e sottoparagrafo.

## Arcade

### Sviluppati
| Titolo                                             | Anno | Porting | Console |
| -------------------------------------------------- | ---- | ------- | --- |
| Astro Race & Astro Race DX                         | 1973 | No      | |
| Davis Cup                                          | 1973 | No      | |
| Elepong                                            | 1973 | No      | |
| Pro Hockey                                         | 1973 | No      | |
| Soccer                                             | 1973 | No      | |
| Attack U.F.O.                                      | 1974 | No      | |
| Speed Race                                         | 1974 | No      | |
| TV Basketball                                      | 1974 | No      | |
| Dead Heat                                          | 1975 | No      | |
| Speed Race DX                                      | 1975 | No      | |
| Tahitian                                           | 1975 | No      | |
| Western Gun                                        | 1975 | No      | |
| Attack                                             | 1976 | No      | |
| Avenger                                            | 1976 | No      | |
| Barricade                                          | 1976 | No      | |
| Clean Sweep                                        | 1976 | No      | |
| Crashing Race                                      | 1976 | No      | |
| Interceptor                                        | 1976 | No      | |
| Speed Race Twin                                    | 1976 | No      | |
| Acrobat TV                                         | 1977 | No      | |
| Barricade II                                       | 1977 | No      | |
| Clean Sweep 2                                      | 1977 | No      | |
| Cross Fire                                         | 1977 | No      | |
| Desert Gun                                         | 1977 | No      | |
| Fisco 400 & Cisco 400                              | 1977 | No      | |
| Flying Fortress                                    | 1977 | No      | |
| Flying Fortress II                                 | 1977 | No      | |
| Gunman                                             | 1977 | No      | |
| Hustle                                             | 1977 | No      | |
| Missile-X                                          | 1977 | No      | |
| Road Champion                                      | 1977 | No      | |
| Soccer DX                                          | 1977 | No      | |
| Safari                                             | 1977 | No      | |
| Sub Hunter                                         | 1977 | No      | |
| Super High-Way                                     | 1977 | No      | |
| Super Speed Race                                   | 1977 | No      | |
| T.T Barrier                                        | 1977 | No      | |
| T.T Block                                          | 1977 | No      | |
| T.T Tennis                                         | 1977 | No      | |
| Wall Break                                         | 1977 | No      | |
| Blue Shark                                         | 1978 | No      | |
| Gypsy Juggler                                      | 1978 | No      | |
| Space Invaders                                     | 1978 | Si      | Atari 2600, MSX, Family Computer, SG-1000, PC Engine, Game Boy, NEC PC-9801, WonderSwan |
| Space Wars                                         | 1978 | No      | |
| Super Block                                        | 1978 | No      | |
| Super Speed Race V                                 | 1978 | No      | |
| Speed Race CL-5                                    | 1978 | No      | |
| Top Bowler                                         | 1978 | No      | |
| Trampoline                                         | 1978 | No      | |
| Ball Park                                          | 1979 | No      | |
| Field Goal                                         | 1979 | No      | |
| Lunar Rescue                                       | 1979 | No      | |
| Space Chaser                                       | 1979 | Si      | PlayStation |
| Space Invaders Part II                             | 1979 | No      | |
| Straight Flush                                     | 1979 | No      | |
| T.T Ball Park II                                   | 1979 | No      | |
| T.T Block-C                                        | 1979 | No      | |
| T.T Galaxy Wars                                    | 1979 | No      | |
| ZunZun Block                                       | 1979 | No      | |
| Astro Zone                                         | 1980 | No      | |
| Balloon Bomber                                     | 1980 | No      | |
| Crazy Balloon                                      | 1980 | Si      | PlayStation |
| Indian Battle                                      | 1980 | No      | |
| Lupin III                                          | 1980 | No      | |
| Polaris                                            | 1980 | Si      | Atari 2600, Commodore VIC-20 |
| Phoenix                                            | 1980 | Si      | Atari 2600 |
| Space Cyclone                                      | 1980 | No      | |
| Space Laser                                        | 1980 | No      | |
| Space Race GP-5                                    | 1980 | No      | |
| Steel Worker                                       | 1980 | No      | |
| Super Speed Race GP V                              | 1980 | No      | |
| T.T Asteroids                                      | 1980 | No      | |
| T.T Astro Fighter                                  | 1980 | No      | |
| T.T Missile Command                                | 1980 | No      | |
| Tri-Attacker                                       | 1980 | No      | |
| Western Gun Part II                                | 1980 | No      | |
| Colony 7                                           | 1981 | No      | |
| Frog & Spiders                                     | 1981 | No      | |
| Grand Champion                                     | 1981 | No      | |
| Marine Date                                        | 1981 | No      | |
| Qix                                                | 1981 | Si      | Atari 5200, Atari 8-bit, FM-7, Amiga, Apple II, Commodore 64, Commodore 128, IBM PC, Apple IIGS, Game Boy, NES, Atari Lynx, PlayStation                                                                     |
| Rock Climber                                       | 1981 | No      | |
| Space Cruiser                                      | 1981 | Si      | FM-7, NEC PC-8801, Sharp X1, Sharp MZ |
| Space Dungeon                                      | 1981 | Si      | Atari 5200 |
| Space Seeker                                       | 1981 | No      | |
| T.T Fitter                                         | 1981 | No      | |
| T.T Mahjong                                        | 1981 | No      | |
| T.T Mahjong II                                     | 1981 | No      | |
| T.T Mahjong Q                                      | 1981 | No      | |
| Adventure Canoe                                    | 1982 | No      | |
| Alpine Ski                                         | 1982 | No      | |
| Birdie King                                        | 1982 | No      | |
| The Electric Yo-Yo                                 | 1982 | No      | |
| Front Line                                         | 1982 | Si      | FM-7, NEC PC-8801, ColecoVision, Sharp X1, MSX, NEC PC-6001, NEC PC-9801, Sharp MZ, Atari 2600, Family Computer                                                                                             |
| Jolly Jogger                                       | 1982 | No      | |
| Jungle Hunt                                        | 1982 | Si      | Apple II, Atari 8-bit, Atari 2600, Atari 5200, ColecoVision, Commodore 64, Commodore VIC-20, IBM PC, Texas Instruments TI-99/4A                                                                             |
| Jungle King                                        | 1982 | No      | |
| Kram                                               | 1982 | No      | |
| Pirate Pete                                        | 1982 | No      | |
| Qix II: Tournament                                 | 1982 | No      | |
| Strike Bowling                                     | 1982 | No      | |
| Super Mouse                                        | 1982 | Si      | Sord M5 |
| T.T Port Man                                       | 1982 | No      | |
| Time Tunnel                                        | 1982 | No      | |
| Wild Western                                       | 1982 | Si      | FM-7, NEC PC-8801, Sharp X1 |
| Zoo Keeper                                         | 1982 | No      | |
| Amerika Ōdan' Urutora Kuizu                        | 1983 | No      | |
| Bio-Attack                                         | 1983 | No      | |
| Birdie King 2                                      | 1983 | No      | |
| Change Lanes                                       | 1983 | No      | |
| Elevator Action                                    | 1983 | Si      | NES, MSX, SG-1000, FM-7, NEC PC-8801, Sharp X1, Amstrad CPC, Commodore 64, ZX Spectrum, Game Boy, PC |
| High Way Race                                      | 1983 | No      | |
| Laser Grand Prix                                   | 1983 | No      | |
| Spy Agent                                          | 1983 | No      | |
| The Tin Star                                       | 1983 | No      | |
| Water Ski                                          | 1983 | No      | |
| Ben Bero Beh                                       | 1984 | No      | |
| Birdie King 3                                      | 1984 | No      | |
| Buggy Challenge                                    | 1984 | No      | |
| Chack'n Pop                                        | 1984 | Si      | Sharp MZ, NEC PC-8801, Sharp X1, MSX, FM-7, NEC PC-6001, Family Computer, SG-1000 |
| Complex X                                          | 1984 | No      | |
| Field Day                                          | 1984 | No      | |
| Forty-Love                                         | 1984 | No      | |
| Kick Start Wheelie King                            | 1984 | No      | |
| Ninja Hayate                                       | 1984 | Si      | Sega Mega CD, PlayStation, Sega Saturn |
| Outer Zone                                         | 1984 | No      | |
| Pit & Run                                          | 1984 | No      | |
| Rumba Lumber                                       | 1984 | No      | |
| Sea Fighter Poseidon                               | 1984 | No      | |
| Seafly                                             | 1984 | No      | |
| Victorious Nine                                    | 1984 | No      | |
| Bygone                                             | 1985 | No      | |
| The Fairyland Story                                | 1985 | Si      | MSX, Sharp X68000 |
| Kusayakyū                                          | 1985 | No      | |
| The Legend of Kage                                 | 1985 | Si      | NES, MSX, Sharp X1, Commodore 64, Amstrad CPC, ZX Spectrum |
| Metal Soldier Isaac II                             | 1985 | No      | |
| N.Y. Captor                                        | 1985 | No      | |
| Sky Destroyer                                      | 1985 | Si      | Family Computer |
| Super Dead Heat                                    | 1985 | No      | |
| Super Speed Race Jr.                               | 1985 | No      | |
| Star Blazers: Space Cruiser Yamato                 | 1985 | No      | |
| Time Gal                                           | 1985 | Si      | MSX, Sharp X1, Sega Mega CD, Macintosh, Pioneer LaserActive, PlayStation, Sega Saturn |
| Typhoon Gal                                        | 1985 | No      | |
| Wyvern F-0                                         | 1985 | No      | |
| Arkanoid                                           | 1986 | Si      | Amiga, Amstrad CPC, Apple II, Apple IIGS, Atari 8-bit, Atari ST, BBC Micro, Commodore 64, DOS, Macintosh, MSX, NES, NEC PC-8801, NEC PC-9801, TRS-80 Color Computer, ZX Spectrum                            |
| Big Event Golf                                     | 1986 | No      | |
| Bubble Bobble                                      | 1986 | Si      | Amiga, Amstrad CPC, Atari ST, Commodore 64, ZX Spectrum, Famicom Disk System, NES, MSX2, Sega Master System, DOS, Apple II, Sharp X68000, FM Towns Marty, Game Boy, Game Gear, PlayStation, Sega Saturn, PC |
| Cycle Shooting                                     | 1986 | No      | |
| Daikaijū no Gyakushū                               | 1986 | No      | |
| Darius                                             | 1986 | Si      | Amiga, Atari ST, PC Engine CD-ROM², PC Engine, ZX Spectrum |
| Halley's Comet                                     | 1986 | No      | |
| Inspiration Baseball                               | 1986 | No      | |
| Kick and Run                                       | 1986 | Si      | Famicom Disk System |
| Kiki KaiKai                                        | 1986 | Si      | Famicom Disk System, MSX2, PC Engine, PC |
| Land Sea Air Squad                                 | 1986 | No      | |
| Tokio                                              | 1986 | Si      | MSX2 |
| Arkanoid II - Revenge of Doh                       | 1987 | Si      | Sharp X68000, MSX2, Family Computer, Apple IIGS, Amstrad CPC, Atari ST, Commodore 64, Amiga, ZX Spectrum |
| Chase H.Q.                                         | 1987 | Si      | Family Computer, Amiga, Amstrad CPC, Atari ST, MSX, ZX Spectrum, TurboGrafx-16, Game Boy, Game Gear, FM Towns Marty, Sega Master System, Sega Mega Drive, Sharp X68000, SNES                                |
| Extermination                                      | 1987 | No      | |
| Full Throttle                                      | 1987 | Si      | Sharp X68000 |
| Midnight Landing                                   | 1987 | No      | |
| Operation Wolf                                     | 1987 | Si      | Amiga, Amstrad CPC, Atari ST, Commodore 64, MSX, ZX Spectrum, NES, DOS, FM Towns Marty, PC Engine, Sega Master System                                                                                       |
| Plump Pop                                          | 1987 | No      | |
| Rainbow Islands                                    | 1987 | Si      | NES, Amstrad CPC, Commodore 64, ZX Spectrum, Amiga, Atari ST, Sega Master System, PlayStation, Sega Saturn                                                                                                  |
| Rastan Saga                                        | 1987 | Si      | MSX2, Sega Master System, Amstrad CPC, Commodore 64, ZX Spectrum, Apple II, DOS, Game Gear |
| Tournament Arkanoid                                | 1987 | No      | |
| Bonze Adventure                                    | 1988 | Si      | PC Engine |
| Continental Circus                                 | 1988 | Si      | Amiga, Amstrad CPC, Commodore 64, MSX, ZX Spectrum |
| Fighting Hawk                                      | 1988 | No      | |
| Final Blow                                         | 1988 | Si      | FM Towns Marty, Sega Mega Drive, Amiga, Atari ST, Commodore 64 |
| Kuri Kinton                                        | 1988 | No      | |
| The NewZealand Story                               | 1988 | Si      | Sharp X68000, FM Towns Marty, Amiga, Amstrad CPC, Atari ST, Commodore 64, ZX Spectrum, PC Engine, Sega Mega Drive, NES, Sega Master System                                                                  |
| The Ninja Warriors                                 | 1988 | Si      | PC Engine, Amiga, Amstrad CPC, Atari ST, ZX Spectrum, Commodore 64, Sega Mega CD |
| Operation Thunderbolt                              | 1988 | Si      | Amiga, Amstrad CPC, Atari ST, Commodore 64, ZX Spectrum, SNES |
| Raimais                                            | 1988 | Si      | Famicom Disk System |
| Rastan Saga II                                     | 1988 | Si      | PC Engine, Sega Mega Drive |
| Recordbreaker                                      | 1988 | No      | |
| Superman                                           | 1988 | No      | |
| Syvalion                                           | 1988 | Si      | Sharp X68000, SNES |
| Top Landing                                        | 1988 | No      | |
| Aqua Jack                                          | 1989 | No      | |
| Battle Shark                                       | 1989 | No      | |
| Cameltry                                           | 1989 | Si      | Sharp X68000, SNES, FM Towns Marty |
| Champion Wrestler                                  | 1989 | Si      | PC Engine |
| Crime City                                         | 1989 | No      | |
| Darius II                                          | 1989 | Si      | Sega Mega Drive, Game Boy, Sega Master System |
| Don Doko Don                                       | 1989 | Si      | Family Computer, PC Engine |
| Enforce                                            | 1989 | No      | |
| Master of Weapon                                   | 1989 | Si      | Sega Mega Drive |
| Megablast                                          | 1989 | No      | |
| Night Striker                                      | 1989 | Si      | Sega Mega CD, PlayStation, Sega Saturn |
| Parent Jack                                        | 1989 | No      | |
| Plotting                                           | 1989 | Si      | Family Computer, Game Boy, Amiga, Amstrad CPC, Atari ST, Commodore 64, Amstrad GX4000, ZX Spectrum |
| Puzznic                                            | 1989 | Si      | Sharp X68000, PC-98, PC Engine, FM Towns Marty, Game Boy, Amiga, Amstrad CPC, Atari ST, Commodore 64, ZX Spectrum, NES, PlayStation                                                                         |
| Rambo III                                          | 1989 | Si      | Amiga, Amstrad CPC, Atari ST, Commodore 64, MS-DOS, MSX, Sega Master System, Sega Mega Drive, ZX Spectrum                                                                                                   |
| Special Criminal Investigation                     | 1989 | Si      | Amiga, Atari ST, Commodore 64, ZX Spectrum, PC Engine, Sega Master System |
| Violence Fight                                     | 1989 | No      | |
| Volfied                                            | 1989 | Si      | PC Engine, Sega Mega Drive, FM Towns Marty, Amiga, Atari ST, Commodore 64, MS-DOS, PlayStation |
| Yukiwo                                             | 1989 | No      | |
| Air Inferno                                        | 1990 | No      | |
| American Horseshoes                                | 1990 | No      | |
| Cadash                                             | 1990 | Si      | PC Engine, Sega Mega Drive |
| Dynamite League                                    | 1990 | No      | |
| Football Champ                                     | 1990 | Si      | SNES, Amiga, Atari ST, Commodore 64 |
| Hit the Ice                                        | 1990 | Si      | SNES, Sega Mega Drive, TurboGrafx-16, Game Boy |
| Honey Pit                                          | 1990 | No      | |
| Kuizu Torimono-chō                                 | 1990 | No      | |
| Liquid Kids                                        | 1990 | Si      | PC Engine, Sega Saturn |
| The Ninja Kids                                     | 1990 | No      | |
| Palamedes                                          | 1990 | Si      | NES, Game Boy, FM Towns Marty, MSX |
| Quiz H.Q.                                          | 1990 | No      | |
| Sonic Blast Man                                    | 1990 | No      | |
| Space Gun                                          | 1990 | Si      | Amiga, Atari ST, Commodore 64, Master System, ZX Spectrum |
| Super Space Invaders '91                           | 1990 | Si      | Amiga, Amstrad CPC, Atari ST, Commodore 64, Windows, Game Gear, Master System, ZX Spectrum |
| ThunderFox                                         | 1990 | Si      | Sega Mega Drive |
| WGP - Real Racing Feeling                          | 1990 | No      | |
| Aa Eikō no Kōshien                                 | 1991 | No      | |
| D³BOS                                              | 1991 | No      | |
| Double Axle                                        | 1991 | No      | |
| Growl                                              | 1991 | Si      | Sega Mega Drive |
| Gun Frontier                                       | 1991 | Si      | Sega Saturn |
| Kuizu Kuesuto - Hime to Yūsha no Monogatari        | 1991 | No      | |
| Metal Black                                        | 1991 | Si      | Sega Saturn |
| PuLiRuLa                                           | 1991 | Si      | FM Towns Marty, Sega Saturn, PlayStation |
| Racing Beat                                        | 1991 | No      | |
| Solitary Fighter                                   | 1991 | No      | |
| WGP - Real Racing Feeling 2                        | 1991 | No      | |
| Yūyu no Kuizu de Go! Go!                           | 1991 | Si      | Super Famicom |
| Arabian Magic                                      | 1992 | No      | |
| Command War - Super Special Battle & War Game      | 1992 | No      | |
| Dead Connection                                    | 1992 | No      | |
| Dino Rex                                           | 1992 | No      | |
| Euro Champ '92                                     | 1992 | No      | |
| Galactic Storm                                     | 1992 | No      | |
| Grid Seeker: Project Storm Hammer                  | 1992 | No      | |
| Ground Effects & Super Ground Effects              | 1992 | No      | |
| Gun Buster                                         | 1992 | No      | |
| IDYA                                               | 1992 | No      | |
| Kuizu Chikyū Bōei-gun                              | 1992 | No      | |
| Riding Fight                                       | 1992 | No      | |
| Ring Rage                                          | 1992 | Si      | Game Boy |
| Taito Cup Finals                                   | 1992 | No      | |
| Warrior Blade: Rastan Saga Episode III             | 1992 | No      | |
| Crayon Shin-chan - Ora to Asobo                    | 1993 | No      | |
| Kuizu Crayon Shin-chan                             | 1993 | No      | |
| Kuizu Jinsei Gekijō                                | 1993 | No      | |
| Prime Time Fighter                                 | 1993 | No      | |
| Space Invaders DX                                  | 1993 | Si      | SNES, PC Engine CD-ROM², Sega Saturn, PlayStation |
| Super Chase: Criminal Termination                  | 1993 | Si      | SNES |
| Super D³BOS                                        | 1993 | No      | |
| Super Cup Finals                                   | 1993 | No      | |
| Tube-It                                            | 1993 | No      | |
| Yes/No Shinri Tokimeki Chāto                       | 1993 | No      | |
| Bubble Bobble II                                   | 1994 | Si      | Sega Saturn |
| Chase Bombers                                      | 1994 | No      | |
| Darius Gaiden                                      | 1994 | Si      | Sega Saturn, PlayStation |
| Dan-Ku-Ga                                          | 1994 | No      | |
| Dungeon Magic                                      | 1994 | No      | |
| International Cup '94                              | 1994 | No      | |
| Kaiser Knuckle                                     | 1994 | No      | |
| Kuizu Sekai wa SHOW by Shobai                      | 1994 | No      | |
| Kuizu Shiatā 3ttsu no Monogatari                   | 1994 | No      | |
| Puzzle Bobble                                      | 1994 | Si      | Neo Geo, Neo Geo CD, SNES, 3DO Interactive Multiplayer, Game Gear, WonderSwan |
| RayForce                                           | 1994 | Si      | Sega Saturn |
| Real Puncher                                       | 1994 | No      | |
| Recalhorn                                          | 1994 | No      | |
| Taito Power Goal                                   | 1994 | No      | |
| Under Fire                                         | 1994 | No      | |
| Zone Hunter                                        | 1994 | No      | |
| Dangerous Curves                                   | 1995 | No      | |
| Elevator Action Returns                            | 1995 | Si      | Sega Saturn |
| Gekirindan                                         | 1995 | Si      | Sega Saturn |
| Moriguchi Hiroko no Kuizu de Hyū! Hyū!             | 1995 | No      | |
| Puzzle Bobble 2                                    | 1995 | Si      | PlayStation, Sega Saturn, PC, Game Boy, Nintendo 64, Neo Geo |
| Puzzle Bobble 2X                                   | 1995 | No      | |
| Space Invaders '95: The Attack of Lunar Loonies    | 1995 | No      | |
| Twin Qix                                           | 1995 | No      | |
| Bubble Memories                                    | 1996 | No      | |
| Cleopatra Fortune                                  | 1996 | Si      | Sega Saturn, Dreamcast, PlayStation |
| Fighters' Impact                                   | 1996 | Si      | PlayStation |
| Landing Gear                                       | 1996 | No      | |
| Majikaru De〜to Dokidoki Kokuhaku dai Sakusen      | 1996 | Si      | PlayStation |
| Psychic Force                                      | 1996 | Si      | PlayStation |
| Psychic Force EX                                   | 1996 | No      | |
| Puzzle Bobble 3                                    | 1996 | Si      | Sega Saturn, PlayStation, Game Boy, Nintendo 64, PC |
| RayStorm                                           | 1996 | Si      | PlayStation, Sega Saturn |
| Side by Side                                       | 1996 | No      | |
| Super Football Champ                               | 1996 | Si      | PlayStation |
| Arkanoid Returns                                   | 1997 | Si      | PlayStation |
| Densha De Go!                                      | 1997 | Si      | PlayStation, Sega Saturn, Nintendo 64, PC, Game Boy Color, WonderSwan |
| Densha De Go! EX                                   | 1997 | No      | |
| Fighters' Impact A                                 | 1997 | No      | |
| G-Darius                                           | 1997 | Si      | PlayStation |
| Kirameki Sutā Rōdo - Intoro Kurabu                 | 1997 | No      | |
| Majikaru De〜to Sotsugyō Kokuhaku dai Sakusen      | 1997 | No      | |
| Puchi Carat                                        | 1997 | Si      | PlayStation, Game Boy Color |
| Puzzle Bobble 4                                    | 1997 | Si      | PlayStation, Game Boy Color, Dreamcast, PC |
| Side by Side 2                                     | 1997 | Si      | PlayStation |
| Chaos Heat                                         | 1998 | No      | |
| Densha de Go! 2 Kōsoku-hen                         | 1998 | Si      | PlayStation, Nintendo 64, Dreamcast, Game Boy Color, Neo Geo Pocket Color, WonderSwan |
| Densha de Go! 2 Kōsoku-hen 3000 Bandai             | 1998 | Si      | PC |
| Landmaker                                          | 1998 | Si      | PlayStation |
| Operation Tiger                                    | 1998 | No      | |
| Pop'n Pop                                          | 1998 | Si      | PlayStation, Game Boy Color, PC |
| Psychic Force 2012                                 | 1998 | Si      | Dreamcast, PlayStation |
| RayCrisis                                          | 1998 | Si      | PlayStation |
| Battle Gear                                        | 1999 | No      | |
| Go by RC                                           | 1999 | Si      | PlayStation |
| Landing High Japan                                 | 1999 | No      | |
| Power Shovel Simulator                             | 1999 | Si      | PlayStation |
| Super Puzzle Bobble                                | 1999 | No      | |
| Battle Gear 2                                      | 2000 | Si      | PlayStation 2 |
| Densha de Go! 3 Tsūkin-hen                         | 2000 | Si      | PlayStation 2, PC |
| Densha de Go! 3 Tsūkin-hen Daiya Kaisei            | 2000 | No      | |
| Ganbare Unten-shi!!                                | 2000 | Si      | PlayStation 2, PC |
| Hādo Panchā: Hajime no Ippo                        | 2001 | No      | |
| Sōten Ryū                                          | 2001 | Si      | PlayStation 2 |
| Stunt Typhoon & Stunt Typhoon Plus                 | 2001 | No      | |
| Battle Gear 3                                      | 2002 | Si      | PlayStation 2 |
| Hādo Panchā: Hajime no Ippo 2 - Ōja e no Chōsen    | 2002 | No      | |
| Raizin Ping Pong                                   | 2002 | No      | |
| Battle Gear 3: Tuned                               | 2003 | No      | |
| Space Invaders Anniversary                         | 2003 | Si      | PlayStation 2, PC |
| Chaos Breaker                                      | 2004 | No      | |
| Zoids Infinity                                     | 2004 | No      | |
| Battle Gear 4                                      | 2005 | No      | |
| Harikiri Onrain Puro Yakyū                         | 2005 | No      | |
| Spica Adventure                                    | 2005 | No      | |
| Zoids Infinity EX                                  | 2005 | No      | |
| Zoids Kādo Koroshiamu                              | 2005 | No      | |
| Battle Gear 4: Tuned                               | 2006 | No      | |
| Half-Life 2: Survivor                              | 2006 | No      | |
| Zoids Infinity EX Plus                             | 2006 | No      | |
| Chase H.Q. 2                                       | 2007 | No      | |
| Cyber Diver                                        | 2009 | No      | |
| Elevator Action: Death Parade                      | 2009 | No      | |
| Panic Museum                                       | 2009 | No      | |
| Hopping Road                                       | 2009 | No      | |
| Music GunGun!                                      | 2009 | No      | |
| Senyōru Nippon!                                    | 2009 | No      | |
| Chō Chabudai-gaeshi! & Chō Chabudai-gaeshi! Pāto 2 | 2010 | No      | |
| Dariusburst Another Chronicle                      | 2010 | No      | |
| Gaia Attack 4                                      | 2010 | No      | |
| Hopping Road Kids                                  | 2010 | No      | |
| Music GunGun! - Kyoku ga Ippai Chō Zōka-ban!       | 2010 | No      | |
| Batoru Hoīru Supin Gia                             | 2011 | No      | |
| Chō Chabudai-gaeshi!: Kyojin no Hoshi do Konjō-hen | 2011 | No      | |
| Dariusburst Another Chronicle EX                   | 2011 | No      | |
| Music GunGun! 2                                    | 2011 | No      | |
| Shh...! Welcome to Frightfearland                  | 2011 | No      | |
| Real Puncher 2                                     | 2011 | No      | |
| Geki tō Densetsu Burokku Kingu                     | 2012 | No      | |
| Kādo de Renketsu! Densha de Go!                    | 2012 | No      | |
| Magical Music                                      | 2012 | No      | |
| Sonic Blast Heroes Dash                            | 2012 | No      | |
| Groove Coaster Rhythmvaders                        | 2013 | No      | |
| Groove Coaster Rhythmvaders EX                     | 2014 | No      | |
| Left 4 Dead: Survivors                             | 2014 | No      | |
| Groove Coaster 2: Heavenly Festival                | 2015 | No      | |
| Groove Coaster 3: Link Fever                       | 2016 | No      | |
| Densha de Go!!                                     | 2017 | No      | |
| Groove Coaster 3EX: Dream Party                    | 2017 | No      | |
| Groove Coaster 4: Starlight Road                   | 2018 | No      | |
| GunArena                                           | 2018 | No      | |
| Space Invaders Frenzy                              | 2018 | No      | |
| Densha de Go!! Kids                                | 2019 | No      | |
| Groove Coaster 4EX: Infinity Highway               | 2019 | No      | |
| Omatsuri Kuesuto Hippare Q                         | 2019 | No      | |
| Groove Coaster 4MAX: Diamond Galaxy                | 2020 | No      | |
| Space Invaders Counter Attack                      | 2020 | No      | |
| Tetote × Konekuto                                  | 2021 | No      | |
| Music Diver                                        | 2022 | No      | |

### Pubblicati
| Titolo                                          | Sviluppatore/i                    | Regione | Regione | Regione | Anno pubb. |
| Titolo                                          | Sviluppatore/i                    | JP      | NA      | PAL     | Anno pubb. |
| ----------------------------------------------- | --------------------------------- | ------- | ------- | ------- | ---------- |
| Gran Trak 10                                    | Atari, Inc.                       | Si      | No      | No      | 1974       |
| Anti-Aircraft                                   | Atari, Inc.                       | Si      | No      | No      | 1975       |
| Breakout                                        | Atari, Inc.                       | Si      | No      | No      | 1976       |
| LeMans                                          | Atari, Inc.                       | Si      | No      | No      | 1976       |
| Sea Wolf                                        | Dave Nutting Associates           | Si      | No      | No      | 1976       |
| 280-ZZZAP                                       | Dave Nutting Associates           | Si      | No      | No      | 1977       |
| Bombs Away                                      | Meadows Games                     | Si      | No      | No      | 1977       |
| Meadows Lane                                    | Meadows Games                     | Si      | No      | No      | 1977       |
| Robot Bowl                                      | Exidy                             | Si      | No      | No      | 1978       |
| Sea Wolf II                                     | Midway Manufacturing              | Si      | No      | No      | 1978       |
| Shuffleboard                                    | Midway Manufacturing              | Si      | No      | No      | 1978       |
| Laser Wars                                      | Cinematronics                     | Si      | Si      | Si      | 1979       |
| Star Fire                                       | Exidy                             | Si      | No      | No      | 1979       |
| Black Beetles                                   | TDS & Mints                       | Si      | No      | No      | 1980       |
| Crazy Climber                                   | Nichibutsu                        | No      | Si      | No      | 1980       |
| Moon Cresta                                     | Nichibutsu                        | No      | No      | Si      | 1980       |
| Safari Rally                                    | SNK                               | Si      | No      | No      | 1980       |
| Stratovox                                       | Sun Electronics                   | No      | Si      | Si      | 1980       |
| Warp-1                                          | Sun Electronics                   | No      | No      | Si      | 1980       |
| Battlezone                                      | Atari, Inc.                       | Si      | No      | No      | 1981       |
| Defender                                        | Williams Electronics              | Si      | No      | No      | 1981       |
| Dribbling                                       | Model Racing Italy                | Si      | No      | No      | 1981       |
| Lock 'n' Chase                                  | Data East                         | No      | Si      | No      | 1981       |
| Moon Shuttle                                    | Nichibutsu                        | No      | Si      | No      | 1981       |
| Zarzon                                          | SNK                               | No      | Si      | No      | 1981       |
| Arcade Super-Reflex                             | A.E.A.                            | Si      | No      | No      | 1982       |
| Bagman                                          | Valadon Automation                | Si      | No      | No      | 1982       |
| Fly-Boy                                         | Kaneko                            | Si      | No      | No      | 1982       |
| Mr. Do!                                         | Universal Ltd.                    | Si      | No      | No      | 1982       |
| Nibbler                                         | Rock-Ola                          | Si      | No      | No      | 1982       |
| The Pit                                         | AW Electronics                    | Si      | No      | No      | 1982       |
| 10-Yard Fight                                   | Irem                              | No      | Si      | No      | 1983       |
| Boggy '84                                       | Kaneko                            | Si      | No      | No      | 1983       |
| Exerion                                         | Kawa Denshi Giken                 | No      | Si      | No      | 1983       |
| Fighting Roller                                 | Kaneko                            | Si      | No      | No      | 1983       |
| Intrepid                                        | Nova Games                        | Si      | No      | No      | 1983       |
| Joshi Volleyball                                | Allumer                           | Si      | No      | No      | 1983       |
| Jump Coaster                                    | Kaneko                            | No      | Si      | No      | 1983       |
| Super Rider                                     | Daiei Seisakusho                  | Si      | No      | No      | 1983       |
| Reactor                                         | Gottlieb                          | Si      | No      | No      | 1983       |
| Chinese Hero                                    | Nihon Game                        | Si      | No      | No      | 1984       |
| Cliff Hanger                                    | Stern Electronics                 | Si      | No      | No      | 1984       |
| Cycle Mahbō                                     | SETA Corporation                  | Si      | No      | No      | 1984       |
| Fire Battle                                     | Wood Place                        | Si      | No      | No      | 1984       |
| Great Swordsman                                 | SETA Corporation                  | Si      | No      | No      | 1984       |
| Gyrodine                                        | Crux                              | Si      | Si      | Si      | 1984       |
| M.A.C.H. 3                                      | Mylstar Electronics               | Si      | No      | No      | 1984       |
| Ninja-Kid                                       | UPL                               | Si      | No      | No      | 1984       |
| Ring Fighter                                    | Kaneko                            | Si      | No      | No      | 1984       |
| Wall Crash                                      | Midcoin                           | Si      | No      | No      | 1984       |
| Ghosts 'n Goblins                               | Capcom                            | No      | Si      | No      | 1985       |
| Jungle Survival - GoGo! Mr. Yamaguchi           | Kaneko                            | Si      | No      | No      | 1985       |
| Knuckle Joe                                     | Seibu Kaihatsu                    | Si      | No      | No      | 1985       |
| Lady Master                                     | Kaneko                            | Si      | No      | No      | 1985       |
| Mat Mania: The Prowrestling Network             | Technos Japan Corporation         | Si      | Si      | No      | 1985       |
| Raiders5                                        | UPL                               | Si      | No      | No      | 1985       |
| Return of the Invaders                          | UPL                               | Si      | Si      | Si      | 1985       |
| Riaru Mājan Paipai                              | Alba, Visco                       | Si      | No      | No      | 1985       |
| Samurai Nihon-ichi                              | Kaneko                            | Si      | Si      | Si      | 1985       |
| Shanghai Kid                                    | Nihon Game                        | Si      | No      | No      | 1985       |
| Tiger-Heli                                      | Toaplan                           | Si      | No      | No      | 1985       |
| Wiz                                             | Seibu Kaihatsu                    | Si      | No      | No      | 1985       |
| Battle Lane Vol. 5                              | Technos Japan Corporation         | Si      | No      | No      | 1986       |
| Empire City: 1931                               | Seibu Kaihatsu                    | Si      | No      | Si      | 1986       |
| Gladiator                                       | SETA Corporation                  | Si      | Si      | Si      | 1986       |
| Guardian                                        | Toaplan                           | Si      | Si      | No      | 1986       |
| The Lost Castle in Darkmist                     | Seibu Kaihatsu                    | No      | No      | Si      | 1986       |
| Mission 660                                     | Wood Place                        | Si      | Si      | Si      | 1986       |
| Panic Road                                      | Seibu Kaihatsu                    | No      | Si      | No      | 1986       |
| Ping-Pong King                                  | Kaneko                            | Si      | No      | No      | 1986       |
| Prebillian                                      | Kaneko                            | Si      | No      | No      | 1986       |
| Renegade                                        | Technos Japan Corporation         | Si      | Si      | Si      | 1986       |
| S.R.D. Mission                                  | Wood Place                        | Si      | No      | No      | 1986       |
| Slap Fight                                      | Toaplan                           | Si      | Si      | No      | 1986       |
| Xain'd Sleena                                   | Technos Japan Corporation         | Si      | No      | No      | 1986       |
| Cross Shooter                                   | Seibu Kaihatsu                    | Si      | No      | No      | 1987       |
| Double Dragon                                   | Technos Japan Corporation         | Si      | Si      | Si      | 1987       |
| Flying Shark                                    | Toaplan                           | Si      | No      | No      | 1987       |
| Sūpā Riaru Mājan PI                             | SETA Corporation                  | Si      | No      | No      | 1987       |
| Super Qix                                       | Kaneko                            | Si      | No      | No      | 1987       |
| Thundercade                                     | SETA Corporation                  | Si      | Si      | Si      | 1987       |
| Twin Cobra                                      | Toaplan                           | Si      | No      | Si      | 1987       |
| Vs. Hot Smash                                   | Kaneko                            | Si      | No      | No      | 1987       |
| Wardner                                         | Toaplan                           | Si      | Si      | No      | 1987       |
| Asuka & Asuka                                   | Visco                             | Si      | No      | No      | 1988       |
| Cabal                                           | TAD Corporation                   | Si      | No      | No      | 1988       |
| China Gate                                      | Technos Japan Corporation         | Si      | No      | No      | 1988       |
| Chūka Taisen                                    | Hot-B                             | Si      | Si      | Si      | 1988       |
| Dr. Toppel's Adventure                          | Kaneko                            | Si      | No      | No      | 1988       |
| Gang Hunter                                     | Seibu Kaihatsu                    | No      | No      | Si      | 1988       |
| Heavy Unit                                      | Kaneko                            | Si      | Si      | Si      | 1988       |
| Kabuki-Z                                        | Kaneko                            | Si      | No      | No      | 1988       |
| Kageki                                          | Kaneko                            | Si      | No      | No      | 1988       |
| Rally Bike                                      | Toaplan                           | Si      | Si      | Si      | 1988       |
| Truxton                                         | Toaplan                           | Si      | No      | Si      | 1988       |
| Twin Eagle                                      | SETA Corporation                  | Si      | No      | Si      | 1988       |
| U.S. Championship V'Ball                        | Technos Japan Corporation         | No      | Si      | No      | 1988       |
| Arbalester                                      | Jorudan                           | No      | Si      | No      | 1989       |
| Cal.50                                          | SETA Corporation                  | Si      | No      | Si      | 1989       |
| Demon's World                                   | Toaplan                           | Si      | No      | No      | 1989       |
| Hellfire                                        | Toaplan                           | Si      | No      | No      | 1989       |
| Insector X                                      | Hot-B                             | Si      | Si      | Si      | 1989       |
| Last Striker                                    | East Technology                   | Si      | No      | No      | 1989       |
| Maze of Flott                                   | Visco                             | Si      | No      | No      | 1989       |
| Twin Hawk                                       | Toaplan                           | Si      | Si      | Si      | 1989       |
| U.S. Classic                                    | SETA Corporation                  | No      | Si      | No      | 1989       |
| Ashura Blaster                                  | Visco                             | Si      | Si      | Si      | 1990       |
| Gals Panic                                      | Kaneko                            | Si      | No      | No      | 1990       |
| Success Joe                                     | Wave Corporation                  | Si      | No      | Si      | 1990       |
| Acrobat Mission                                 | UPL                               | Si      | Si      | Si      | 1991       |
| Ghox                                            | Toaplan                           | Si      | No      | Si      | 1991       |
| Mahjong Quest                                   | Whiteboard                        | Si      | No      | No      | 1991       |
| Rezon                                           | Allumer                           | Si      | Si      | Si      | 1991       |
| Terminator 2: Judgment Day                      | Midway Games                      | Si      | No      | No      | 1991       |
| Balloon Brothers                                | East Technology                   | Si      | No      | No      | 1992       |
| FixEight                                        | Toaplan                           | No      | No      | Si      | 1992       |
| Monkey Mole Panic                               | Nakanihon, East Technology        | Si      | Si      | Si      | 1992       |
| Silent Dragon                                   | East Technology                   | Si      | Si      | Si      | 1992       |
| Batsugn                                         | Toaplan                           | No      | No      | Si      | 1993       |
| Enma Daiō                                       | Toaplan                           | Si      | No      | No      | 1993       |
| Exciting Animal Land Jr.                        | Nakanihon, East Technology        | Si      | No      | No      | 1993       |
| The First Funky Fighter                         | Nakanihon, East Technology        | Si      | No      | No      | 1993       |
| Grind Stormer                                   | Toaplan                           | No      | No      | Si      | 1993       |
| Mortal Kombat                                   | Midway Games                      | Si      | No      | No      | 1993       |
| NBA Jam                                         | Midway Games                      | Si      | No      | No      | 1993       |
| Ryū Jin                                         | East Technology                   | Si      | No      | No      | 1993       |
| Mortal Kombat II                                | Midway Games                      | Si      | No      | No      | 1994       |
| Operation Wolf 3                                | East Technology                   | Si      | Si      | Si      | 1994       |
| Power Spikes II                                 | Video System                      | Si      | Si      | Si      | 1994       |
| Revolution X                                    | Midway Games                      | Si      | No      | No      | 1994       |
| Slap Shot                                       | East Technology                   | Si      | No      | No      | 1994       |
| Twin Cobra II                                   | Takumi                            | Si      | Si      | Si      | 1995       |
| Flip Maze                                       | MOSS                              | Si      | No      | No      | 1999       |
| Honkaku Shi-ri da Puro Mājan - Mājan-ō          | Warashi, Mahjong Kobo             | Si      | No      | No      | 1999       |
| Otenami Haiken                                  | Success                           | Si      | No      | No      | 1999       |
| Psyvariar: Medium Unit                          | Success                           | Si      | No      | No      | 2000       |
| Psyvariar Revision                              | Success                           | Si      | No      | No      | 2000       |
| Shanghai: Shō Ryū Sairin                        | Warashi                           | Si      | No      | No      | 2000       |
| Night Raid                                      | Takumi                            | {{}}    | {{}}    | {{}}    | 2001       |
| Shikigami no Shiro                              | Alfa System                       | Si      | No      | No      | 2001       |
| Weather Tales                                   | Takumi                            | Si      | No      | No      | 2001       |
| Azumanga-Daioh Puzzle Bobble                    | MOSS                              | Si      | No      | No      | 2002       |
| Cleopatra Fortune +                             | Altron                            | Si      | No      | No      | 2002       |
| Shanghai: Sangokuhai Tōgi                       | Warashi                           | Si      | No      | No      | 2002       |
| XII Stag                                        | Triangle Service                  | Si      | No      | No      | 2002       |
| Kollon                                          | CyberFront                        | Si      | No      | No      | 2003       |
| Kuizu Kētai Q Mōdo - Mēru mo Chat mo Koishi Tel | Amedio                            | Si      | No      | No      | 2003       |
| Pochi and Nyaa                                  | Aiky                              | Si      | Si      | Si      | 2003       |
| Psyvariar 2                                     | SKonec Entertainment              | Si      | No      | No      | 2003       |
| Shikigami no Shiro II                           | Alfa System                       | Si      | No      | No      | 2003       |
| Giga Wing Generations                           | Takumi                            | Si      | No      | No      | 2004       |
| Homura                                          | SKonec Entertainment              | Si      | No      | No      | 2005       |
| King of Jurassic                                | Netdol Entertainment, D-Gate      | Si      | No      | No      | 2005       |
| Raiden III                                      | MOSS                              | Si      | No      | No      | 2005       |
| Target: Terror                                  | Raw Thrills                       | Si      | No      | No      | 2005       |
| Tetris: The Grandmaster 3 - Terror‑Instinct     | Arika                             | Si      | No      | No      | 2005       |
| Kirakira Aidoru Rika-chan                       | Nihon System                      | Si      | No      | No      | 2006       |
| Shikigami no Shiro III                          | Alfa System, SKonec Entertainment | Si      | No      | No      | 2006       |
| Wild Speed                                      | Raw Thrills                       | Si      | No      | No      | 2006       |
| Aquarian Age Alternative                        | Broccoli                          | Si      | No      | No      | 2007       |
| Battle Fantasia                                 | Arc System Works                  | Si      | No      | No      | 2007       |
| Dragon Quest: Monster Battle Road               | Rocket Studio                     | {{}}    | {{}}    | {{}}    | 2007       |
| D1GP Arcade                                     | Yuke's                            | Si      | No      | No      | 2008       |
| Dragon Quest: Monster Battle Road II            | Rocket Studio                     | {{}}    | {{}}    | {{}}    | 2008       |
| Eternal Wheel                                   | Square Enix                       | Si      | No      | No      | 2008       |
| BlazBlue: Continuum Shift II                    | Arc System Works                  | {{}}    | {{}}    | {{}}    | 2010       |
| Dragon Quest: Monster Battle Road II - Legends  | Rocket Studio                     | {{}}    | {{}}    | {{}}    | 2010       |
| The King of Fighters XIII                       | SNK Playmore                      | {{}}    | {{}}    | {{}}    | 2010       |
| KOF: Sky Stage                                  | MOSS                              | {{}}    | {{}}    | {{}}    | 2010       |

### Cancellati
- City Diver
- Cosmopolis
- Cosmos Circuit
- Cyber Sterra
- Guns Park
- Hurricane Cab
- Outburst4D
- Sea Hunter
- Sunshine Egg
- Top Speed
- Vertexer

## Piattaforme

### Sviluppati
| Titolo                                                                  | Console                                    | Anno                           |
| ----------------------------------------------------------------------- | ------------------------------------------ | ------------------------------ |
| Choro Q                                                                 | MSX                                        | 1984                           |
| Janfurendo                                                              | MSX                                        | 1984                           |
| Sweet Acorn                                                             | MSX                                        | 1984                           |
| Xyzolog                                                                 | MSX, Sega Master System                    | 1984                           |
| Jarvas                                                                  | Family Computer                            | 1987                           |
| Welcome to Heaven                                                       | MSX2                                       | 1987                           |
| American Soccer                                                         | MSX2                                       | 1988                           |
| The Cockpit                                                             | MSX2                                       | 1988                           |
| Kyūkyoku Harikiri Sutajiamu                                             | Family Computer                            | 1988                           |
| Replicart                                                               | NEC PC-8801                                | 1988                           |
| Super Pierrot                                                           | MSX                                        | 1988                           |
| Victorious Nine II: Kōkō Yakyū-hen                                      | MSX2                                       | 1988                           |
| Yamamura Misa Sasupensu: Kyōto Ryū no Tera Satsujin Jiken               | MSX2                                       | 1988                           |
| Bakushō!! Jinsei Gekijō                                                 | Family Computer                            | 1989                           |
| Bari Bari Densetsu                                                      | PC Engine                                  | 1989                           |
| Kyūkyoku Harikiri Sutajiamu: Heisei Gan'nen-ban                         | Family Computer                            | 1989                           |
| Halley Wars                                                             | Famicom Disk System                        | 1989                           |
| Taitō Guran Puri - Eikō e no Raisensu                                   | Family Computer                            | 1989                           |
| Space Invaders 90                                                       | Sega Mega Drive                            | 1990                           |
| Space Invaders: Fukkatsu no Hi                                          | PC Engine                                  | 1990                           |
| Bakushō!! Jinsei Gekijō 2                                               | Family Computer                            | 1991                           |
| Bakushō!! Jinsei Gekijō 3                                               | Family Computer                            | 1991                           |
| Darius Twin                                                             | SNES                                       | 1991                           |
| Fire Mustang                                                            | Sega Mega Drive                            | 1991                           |
| Kyūkyoku Harikiri Sutajiamu III                                         | Family Computer                            | 1991                           |
| Parasol Stars                                                           | Turbografx-16                              | 1991                           |
| Zan - Kagerō no Jidai                                                   | PC Engine                                  | 1991                           |
| Dai Bakushō Jinsei Gekijō                                               | Super Famicom                              | 1992                           |
| The Jetsons: Robot Panic                                                | Game Boy                                   | 1992                           |
| Kyūkyoku Harikiri Kōshien                                               | Family Computer                            | 1992                           |
| Sonic Blast Man (SNES)                                                  | SNES                                       | 1992                           |
| Dai Bakushō Jinsei Gekijō: Dokidoki Seishun-hen                         | Super Famicom                              | 1993                           |
| Darius Force                                                            | SNES                                       | 1993                           |
| The Flintstones: King Rock Treasure Island                              | Game Boy                                   | 1993                           |
| Hyperion                                                                | Pioneer LaserActive                        | 1993                           |
| Pyramid Patrol                                                          | Pioneer LaserActive                        | 1993                           |
| Rocket Coaster                                                          | Pioneer LaserActive                        | 1993                           |
| Super Kyūkyoku Harikiri Sutajiamu                                       | Super Famicom                              | 1993                           |
| Dai Bakushō Jinsei Gekijō: Ōedo Nikki                                   | Super Famicom                              | 1994                           |
| Mr. Go no Baken Tekichū Sube                                            | Game Boy                                   | 1994                           |
| Sonic Blast Man II                                                      | SNES                                       | 1994                           |
| Super Kyūkyoku Harikiri Sutajiamu 2                                     | Super Famicom                              | 1994                           |
| Dai Bakushō Jinsei Gekijō: Zukkoke Sararīman-hen                        | Super Famicom                              | 1995                           |
| Hat Trick Hero S                                                        | Sega Saturn                                | 1995                           |
| Jupiter Strike                                                          | PlayStation, PC                            | 1995 (PS) 1996 (PC)            |
| PD Ultraman Invaders                                                    | PlayStation                                | 1995                           |
| Pyramid Intruder                                                        | 3DO Interactive Multiplayer                | 1995                           |
| Space Invaders Virtual Collection                                       | Virtual Boy                                | 1995                           |
| Tōkyō Shadow                                                            | PlayStation, Sega Saturn                   | 1996 (PS) 1997 (SS)            |
| Champion Wrestler: Jikkyō Raibu                                         | PlayStation                                | 1996                           |
| Arkanoid: Doh It Again                                                  | SNES                                       | 1997                           |
| Psychic Force Puzzle Taisen                                             | PlayStation                                | 1997                           |
| Ray Tracers                                                             | PlayStation                                | 1997                           |
| Taito Variety Pack                                                      | Game Boy                                   | 1997                           |
| Bakushō Jinsei 64: Mezase! Resort Ō                                     | Nintendo 64                                | 1998                           |
| Chō Hatsumei Boy Kanipan - Hirameki Wandārando                          | PlayStation                                | 1999                           |
| Kisha de Go!                                                            | PlayStation, PC                            | 1999                           |
| Qix Adventure                                                           | Game Boy Color                             | 1999                           |
| Kawaī Petto Shoppu Monogatari                                           | Game Boy Color                             | 1999                           |
| Chaos Break                                                             | PlayStation                                | 2000                           |
| Cosmo Warrior Zero                                                      | PlayStation, PC                            | 2000 (PS) 2002 (PC)            |
| Densha de Go!: Nagoya Tetsudō-hen                                       | PlayStation, PC                            | 2000                           |
| International League Soccer                                             | PlayStation 2                              | 2000                           |
| Jet de Go!                                                              | PlayStation, PC                            | 2000                           |
| Kawaī Petto Shoppu Monogatari 2                                         | Game Boy Color                             | 2000                           |
| Mājan Sengen Saken de Ron!                                              | PlayStation 2                              | 2000                           |
| Monkey Puncher                                                          | Game Boy Color                             | 2000                           |
| Super Puzzle Bobble                                                     | PlayStation 2, PC, GameCube                | 2000 (PS2) 2001 (PC) 2003 (GC) |
| Densha de Go! Professional Shiyō                                        | PlayStation, PC                            | 2001                           |
| Densha de Go! Shinkansen Sanyō Shinkansen-hen                           | PlayStation, PC                            | 2001                           |
| Simple 1500 Series Vol. 66: The Kaiten - Mawasunda!!                    | PlayStation                                | 2001                           |
| Uchi~yujin tte Nāni?                                                    | PlayStation 2                              | 2001                           |
| Darius R                                                                | Game Boy Advance                           | 2002                           |
| Jet de Go! 2                                                            | PlayStation 2, PC                          | 2002                           |
| Magic Pengel: The Quest for Color                                       | PlayStation 2                              | 2002                           |
| Monsutā Torabera                                                        | Game Boy Color                             | 2002                           |
| Space Raiders                                                           | PlayStation 2, GameCube                    | 2002 (PS2) 2003 (GC)           |
| Super Puzzle Bobble 2                                                   | PlayStation 2                              | 2002                           |
| TV Animation X - Unmei no Sentaku                                       | PlayStation                                | 2002                           |
| Bubble Bobble Old & New                                                 | Game Boy Advance                           | 2003                           |
| Bujingai                                                                | PlayStation 2                              | 2003                           |
| Densha de Go! Professional 2                                            | PlayStation 2, PC                          | 2003                           |
| Train Simulator + Densha de Go! Tōkyō Kyūkō-hen                         | PlayStation 2, PC                          | 2003                           |
| Bakushō!! Jinsei Kai Michi - Nova Usagi ga Miteruzo!!                   | PlayStation 2                              | 2004                           |
| Densha de Go! Final                                                     | PlayStation 2, PC                          | 2004                           |
| Graffiti Kingdom                                                        | PlayStation 2                              | 2004                           |
| Densha de Go! Poketto: Yamanotesen-hen                                  | PlayStation Portable                       | 2005                           |
| Exit                                                                    | PlayStation Portable                       | 2005                           |
| Jet de Go! Pocket                                                       | PlayStation Portable                       | 2005                           |
| Matantei Roki Ragnarok: Mayōkaku - Ushinawareta Bishō                   | PlayStation 2                              | 2005                           |
| Space Invaders Revolution                                               | Nintendo DS                                | 2005                           |
| Taito Legends                                                           | PC, Xbox, PlayStation 2                    | 2005                           |
| Taito Memories                                                          | PlayStation 2                              | 2005                           |
| Wizardry Summoner                                                       | PlayStation 2                              | 2005                           |
| Danshaku                                                                | Nintendo DS                                | 2006                           |
| Densha de Go! Poketto: Chūōsen-hen                                      | PlayStation Portable                       | 2006                           |
| Densha de Go! Poketto: Ōsaka Kanjōsen-hen                               | PlayStation Portable                       | 2006                           |
| Densha de Go! Poketto: Tōkaidōsen-hen                                   | PlayStation Portable                       | 2006                           |
| Densha de Go! Shinkansen Sanyō Shinkansen-hen EX                        | Wii                                        | 2006                           |
| Exit 2                                                                  | PlayStation Portable                       | 2006                           |
| Freedom Wings                                                           | Nintendo DS                                | 2006                           |
| Idaten Jump DS - Moero! Fureimu Kaizā                                   | Nintendo DS                                | 2006                           |
| LostMagic                                                               | Nintendo DS                                | 2006                           |
| Monster Bomber                                                          | Nintendo DS                                | 2006                           |
| Over G Fighters                                                         | Xbox 360                                   | 2006                           |
| Railfan                                                                 | PlayStation 3                              | 2006                           |
| Rozen Maiden: Duellwalzer                                               | PlayStation 2                              | 2006                           |
| Taito Legends 2                                                         | PC, Xbox, PlayStation 2                    | 2006                           |
| Taito Legends Power-Up                                                  | PlayStation Portable                       | 2006                           |
| Taito Memories Pocket                                                   | PlayStation Portable                       | 2006                           |
| Wizardry Gaiden: Prisoners of the Battles                               | PlayStation 2                              | 2006                           |
| Arkanoid DS                                                             | Nintendo DS                                | 2007                           |
| Furu Furu Park                                                          | Wii                                        | 2007                           |
| Rozen Maiden: Gebetgarten                                               | PlayStation 2                              | 2007                           |
| Taito Memories II                                                       | PlayStation 2                              | 2007                           |
| Turn It Around                                                          | Nintendo DS                                | 2007                           |
| Petto Shoppu Monogatari DS                                              | Nintendo DS                                | 2008                           |
| Space Invaders Extreme                                                  | Nintendo DS                                | 2008                           |
| Qix++                                                                   | Xbox 360, PlayStation Portable             | 2009 (X360) 2010 (PSP)         |
| Takt of Magic                                                           | Wii                                        | 2009                           |
| Densha de Go! Tokubetsu-hen – Fukkatsu! Shōwa no Yamanote-sen           | Nintendo DS                                | 2010                           |
| Petto Shoppu Monogatari DS 2                                            | Nintendo DS                                | 2010                           |
| Bubble Bobble 4 Friends                                                 | Nintendo Switch, PlayStation 4, Steam      | 2019                           |
| Darius Cozmic Collection                                                | Nintendo Switch, PlayStation 4, Steam      | 2019                           |
| Groove Coaster: Wai Wai Party!!!!                                       | Nintendo Switch                            | 2019                           |
| Densha de Go! Hashirō Yamanote-sen                                      | PlayStation 4, Nintendo Switch             | 2020                           |
| Space Invaders Invincible Collection & Space Invaders Forever           | Nintendo Switch, PlayStation 4             | 2020                           |
| Touhou Spell Bubble                                                     | Nintendo Switch                            | 2020                           |
| Puzzle Bobble 3D: Vacation Odyssey & Puzzle Bobble VR: Vacation Odyssey | PlayStation 4, PlayStation 5, Meta Quest 2 | 2021                           |
| Taito Milestones                                                        | Nintendo Switch                            | 2022                           |

### Pubblicati
| Titolo/i                                                        | Console                                   | Sviluppatore/i                                | Regione | Regione | Regione | Anno pubb.             |
| Titolo/i                                                        | Console                                   | Sviluppatore/i                                | JP      | NA      | PAL     | Anno pubb.             |
| --------------------------------------------------------------- | ----------------------------------------- | --------------------------------------------- | ------- | ------- | ------- | ---------------------- |
| Musashi no Ken - Tadaima Shugyō Chū                             | Family Computer                           | SETA Corporation                              | Si      | No      | No      | 1986                   |
| Takeshi no Chōsenjō                                             | Family Computer                           | Nova Co., Ltd.                                | Si      | No      | No      | 1986                   |
| Kyon Shīzu 2                                                    | Family Computer                           | Thinking Rabbit                               | Si      | No      | No      | 1987                   |
| Minelvaton Saga: Ragon no Fukkatsu                              | Family Computer                           | Random House                                  | Si      | No      | No      | 1987                   |
| Yamamura Misa Sasupensu: Kyōto Ryū no Tera Satsujin Jiken       | Family Computer                           | TOSE                                          | Si      | No      | No      | 1987                   |
| Akira                                                           | Family Computer                           | TOSE                                          | Si      | No      | No      | 1988                   |
| Takeshi no Sengoku Fūunji                                       | Family Computer                           | Nova Co., Ltd.                                | Si      | No      | No      | 1988                   |
| Target Renegade                                                 | NES                                       | Ocean Software                                | Si      | Si      | Si      | 1988                   |
| Dungeon Magic: Sword of the Elements                            | NES                                       | Natsume                                       | No      | Si      | No      | 1989                   |
| Gorufukko Ōpun                                                  | Family Computer                           | TOSE                                          | Si      | No      | No      | 1989                   |
| Yamamura Misa Sasupensu: Kyōto Hana no Misshitsu Satsujin Jiken | Family Computer                           | TOSE                                          | Si      | No      | No      | 1989                   |
| Burai Fighter                                                   | NES, Game Boy                             | KID                                           | Si      | No      | No      | 1990                   |
| Demon Sword                                                     | NES                                       | TOSE                                          | Si      | Si      | Si      | 1990                   |
| Power Blade                                                     | NES                                       | Natsume                                       | Si      | Si      | No      | 1990                   |
| Shadow of the Ninja                                             | NES                                       | Natsume                                       | No      | No      | Si      | 1990                   |
| Wrath of the Black Manta                                        | NES                                       | A.I.                                          | No      | Si      | Si      | 1990                   |
| The Adventures of Star Saver                                    | Game Boy                                  | A-Wave                                        | No      | Si      | Si      | 1991                   |
| The Flintstones: The Rescue of Dino & Hoppy                     | NES                                       | SOL Co., Ltd.                                 | Si      | Si      | Si      | 1991                   |
| Halley Wars                                                     | Game Gear                                 | I.T.L.                                        | Si      | No      | No      | 1991                   |
| Hanata ̄ Kada ka!?                                               | PC Engine                                 | Natsume                                       | Si      | No      | No      | 1991                   |
| Indiana Jones and the Last Crusade                              | NES                                       | Software Creations                            | Si      | Si      | No      | 1991                   |
| Knight Quest                                                    | Game Boy                                  | Lenar                                         | Si      | Si      | No      | 1991                   |
| Mystical Fighter                                                | Sega Mega Drive                           | KID                                           | Si      | Si      | Si      | 1991                   |
| Saint Sword                                                     | Sega Mega Drive                           | Cyclone System                                | Si      | Si      | Si      | 1991                   |
| SD Keiji Bureida                                                | Family Computer                           | NMK                                           | Si      | No      | No      | 1991                   |
| Taito Basketball                                                | Family Computer                           | Aicom                                         | Si      | No      | No      | 1991                   |
| Tetra Star - The Fighter                                        | Family Computer                           | Disco                                         | Si      | No      | No      | 1991                   |
| Toki                                                            | NES                                       | Daiei Seisakusho                              | Si      | Si      | No      | 1991                   |
| Don Doko Don 2                                                  | Family Computer                           | Natsume                                       | Si      | No      | No      | 1992                   |
| Gyanburā Jiko Chūsinha: Mājan Pazuru Korekushon                 | PC Engine                                 | Game Arts                                     | Si      | No      | No      | 1992                   |
| The Jetsons: Cogswell's Caper!                                  | NES                                       | Natsume                                       | Si      | Si      | Si      | 1992                   |
| Kick Master                                                     | NES                                       | KID                                           | Si      | Si      | Si      | 1992                   |
| Little Samson                                                   | NES                                       | Takeru                                        | Si      | Si      | Si      | 1992                   |
| Panic Restaurant                                                | NES                                       | EIM                                           | Si      | Si      | Si      | 1992                   |
| Power Blade 2                                                   | NES                                       | Natsume                                       | Si      | Si      | Si      | 1992                   |
| Spanky's Quest                                                  | Game Boy                                  | Natsume                                       | No      | No      | Si      | 1992                   |
| World Beach Volley: 1992 GB Cup                                 | Game Boy                                  | Graphic Research                              | No      | No      | Si      | 1992                   |
| Bubble Bobble: Part 2                                           | NES, Game Boy                             | I.T.L., O.L.M.                                | Si      | Si      | Si      | 1993                   |
| The Flintstones                                                 | Sega Mega Drive                           | Santos Ltd.                                   | Si      | Si      | No      | 1993                   |
| Gensō Tairiku Aurelia                                           | PC Engine                                 | WinkySoft                                     | Si      | No      | No      | 1993                   |
| International Tennis Tour                                       | SNES                                      | Loriciel                                      | No      | Si      | No      | 1993                   |
| Lufia & the Fortress of Doom                                    | SNES                                      | Neverland                                     | Si      | Si      | No      | 1993                   |
| The Flintstones: Surprise at Dinosaur Peak                      | SNES                                      | SOL Co., Ltd.                                 | No      | Si      | Si      | 1994                   |
| The Flintstones: The Treasure of Sierra Madrock                 | SNES                                      | SOL Co., Ltd.                                 | Si      | Si      | Si      | 1994                   |
| Hat Trick Hero 2                                                | Super Famicom                             | Neverland                                     | Si      | No      | No      | 1994                   |
| Honkakuha Igo - Gosei                                           | Super Famicom                             | Aisystem Tokyo                                | Si      | No      | No      | 1994                   |
| The Jetsons: Invasion of the Planet Pirates                     | SNES                                      | Sting Entertainment                           | No      | Si      | No      | 1994                   |
| The Ninja Warriors                                              | SNES                                      | Natsume                                       | Si      | Si      | No      | 1994                   |
| AI Shōgi                                                        | 3DO Interactive Multiplayer               | Something Good                                | Si      | No      | No      | 1995                   |
| Lady Stalker - Kako Kara no Chōsen                              | Super Famicom                             | Climax Entertainment                          | Si      | No      | No      | 1995                   |
| Lufia II: Rise of the Sinistrals                                | SNES                                      | Neverland                                     | Si      | No      | No      | 1995                   |
| Saibara Rieko no Maaji~yan Hourouki                             | Super Famicom                             | Natsume                                       | Si      | No      | No      | 1995                   |
| Chaos Seed: Fūsui Kairoki                                       | Super Famicom                             | Neverland                                     | Si      | No      | No      | 1996                   |
| The Deep - Ushinawareta Shinkai                                 | PlayStation                               | Marionette                                    | Si      | No      | No      | 1996                   |
| Energy Breaker                                                  | Super Famicom                             | Neverland                                     | Si      | No      | No      | 1996                   |
| Ki~yu ̄ Baku - Ningen Bakudan Supōtsu                            | PlayStation                               | Attention to Detail                           | Si      | No      | No      | 1996                   |
| Super Speed Race 64                                             | Nintendo 64                               | Titus France                                  | Si      | No      | No      | 1998                   |
| Forsaken                                                        | PlayStation                               | Probe Entertainment                           | Si      | No      | No      | 1999                   |
| Armorines: Project S.W.A.R.M.                                   | PlayStation                               | Distinctive Developments                      | Si      | No      | No      | 2000                   |
| Bust-a-Move Millennium                                          | Game Boy Color                            | Altron                                        | Si      | No      | No      | 2000                   |
| R/C Stunt Copter                                                | PlayStation                               | Shiny Entertainment, Big Grub                 | Si      | No      | No      | 2000                   |
| Rainbow Islands: Putty's Party                                  | WonderSwan                                | MegaHouse                                     | Si      | No      | No      | 2000                   |
| Re-Volt                                                         | Dreamcast                                 | Acclaim Studios London                        | Si      | No      | No      | 2000                   |
| Spirit of Speed 1937                                            | Dreamcast                                 | Broadsword Interactive                        | Si      | No      | No      | 2000                   |
| The Black Onyx                                                  | Game Boy Color                            | Atelier Double                                | Si      | No      | No      | 2001                   |
| Dave Mirra Freestyle BMX                                        | PlayStation                               | Z-Axis                                        | Si      | No      | No      | 2001                   |
| Lego Racers 2                                                   | PlayStation 2                             | Attention to Detail                           | Si      | No      | No      | 2001                   |
| Majikaru Doroppu III + Wandahō!                                 | PlayStation                               | Data East                                     | Si      | No      | No      | 2001                   |
| Super Puzzle Bobble                                             | Game Boy Advance                          | Altron                                        | Si      | No      | No      | 2001                   |
| Battle Qix                                                      | PlayStation                               | Success                                       | Si      | No      | No      | 2002                   |
| Combat Queen                                                    | PlayStation 2                             | General Entertainment                         | Si      | No      | No      | 2002                   |
| Energy Airforce                                                 | PlayStation 2                             | White Apple                                   | Si      | No      | No      | 2002                   |
| Lufia: The Ruins of Lore                                        | Game Boy Advance                          | Atelier Double                                | Si      | No      | No      | 2002                   |
| Energy Airforce: Aim Strike!                                    | PlayStation 2                             | White Apple                                   | Si      | No      | No      | 2003                   |
| Tensai Bitto-kun Guramon Batoru                                 | PlayStation 2, GameCube                   | TOSE                                          | Si      | No      | No      | 2003                   |
| Shirachū Tankenbu                                               | PlayStation 2                             | Nex Entertainment                             | Si      | No      | No      | 2003                   |
| Takahashi Naoko no Marason Shiyouyo!                            | PlayStation 2                             | Cavia                                         | Si      | No      | No      | 2003                   |
| US Open 2002                                                    | PlayStation 2                             | Strategy First                                | Si      | No      | No      | 2003                   |
| Warrior Blade: Rasutan vs Bābarian-hen                          | GameCube, PlayStation 2                   | Saffire                                       | Si      | No      | No      | 2003                   |
| Kyōshū Kikō Butai - Kōgeki Herikoputā Senki                     | PlayStation 2                             | ASK                                           | Si      | No      | No      | 2004                   |
| Rei Shikikan Jōsentōki                                          | PlayStation 2                             | Marionette                                    | Si      | No      | No      | 2004                   |
| Saikyō Shūtingu Korekushon Vol.1: Strikers 1945 I & II          | PlayStation 2                             | Psikyo                                        | Si      | No      | No      | 2004                   |
| Saikyō Shūtingu Korekushon Vol.2: Sengoku Ēsu & Sengoku Burēdo  | PlayStation 2                             | Psikyo                                        | Si      | No      | No      | 2004                   |
| Saikyō Shūtingu Korekushon Vol.3: Sol Divide & Dragon Blaze     | PlayStation 2                             | Psikyo                                        | Si      | No      | No      | 2004                   |
| Shark Tale                                                      | PlayStation 2, GameCube, Game Boy Advance | Edge of Reality (PS2) Vicarious Visions (GBA) | Si      | No      | No      | 2004                   |
| Spider-Man 2                                                    | PlayStation 2, Nintendo DS                | Treyarch (PS2) Vicarious Visions (DS)         | Si      | No      | No      | 2004                   |
| Zwei: The Arges Adventure                                       | PlayStation 2                             | Nihon Falcom                                  | Si      | No      | No      | 2004                   |
| Asphalt Urban GT                                                | Nintendo DS                               | Gameloft                                      | Si      | No      | No      | 2005                   |
| Bubble Bobble Revolution                                        | Nintendo DS                               | Marvelous Interactive, Dreams                 | Si      | No      | No      | 2005                   |
| Bust-a-Move DS                                                  | Nintendo DS                               | Happy Happening                               | Si      | No      | No      | 2005                   |
| Elemental Gerad: Matoe, Suifu no Ken                            | PlayStation 2                             | Tamsoft                                       | Si      | No      | No      | 2005                   |
| Kyōryū Taisen Daino Chanpu: Saikyō DNA Hakkutsu dai Sakusen     | Nintendo DS                               | Office Create                                 | Si      | No      | No      | 2005                   |
| Langrisser III                                                  | PlayStation 2                             | X-Nauts                                       | Si      | No      | No      | 2005                   |
| Mushihimesama                                                   | PlayStation 2                             | Cave                                          | Si      | No      | No      | 2005                   |
| Puchi Koputā 2                                                  | PlayStation 2                             | Aqua Systems                                  | Si      | No      | No      | 2005                   |
| Rainbow Islands Revolution                                      | Nintendo DS                               | Marvelous Interactive, Dreams                 | Si      | No      | No      | 2005                   |
| Rei Shikikan Jōsentōki: Seikū-ō                                 | PlayStation Portable                      | Marionette                                    | Si      | No      | No      | 2005                   |
| Tsukiyo ni Saraba                                               | PlayStation 2                             | Blue Moon Studio, Metro Corporation           | Si      | No      | No      | 2005                   |
| Ultimate Pro Pinball                                            | PlayStation 2                             | Atomic Planet Entertainment                   | Si      | No      | No      | 2005                   |
| Tatchi Gēmu Pātī                                                | Nintendo DS                               | ASK                                           | Si      | No      | No      | 2005                   |
| Ultimate Spider-Man                                             | PlayStation 2, GameCube, Nintendo DS      | Treyarch (PS2, GC) Vicarious Visions (DS)     | Si      | No      | No      | 2005                   |
| Ultra Bust-a-Move / Ultra Bust-a-Move Pocket                    | Xbox, PlayStation Portable                | Dreams                                        | Si      | No      | No      | 2005 (Xbox) 2006 (PSP) |
| Ys III: Wanderers from Ys                                       | PlayStation 2                             | Access                                        | Si      | No      | No      | 2005                   |
| Ys IV: Mask of the Sun                                          | PlayStation 2                             | Arc System Works                              | Si      | No      | No      | 2005                   |
| Akko ni Omakase! - Burein Shokku                                | Nintendo DS                               | Japan Art Media                               | Si      | No      | No      | 2006                   |
| Cooking Mama                                                    | Nintendo DS                               | Office Create                                 | Si      | No      | No      | 2006                   |
| Daino Kingu Batoru: Taiko Kara no Hyōryū-sha                    | Nintendo DS                               | SKonec Entertainment                          | Si      | No      | No      | 2006                   |
| Dungeon Maker: Hunting Ground                                   | PlayStation Portable                      | Global A Entertainment                        | Si      | No      | No      | 2006                   |
| Heaven's Will                                                   | PlayStation Portable                      | Global A Entertainment                        | Si      | No      | No      | 2006                   |
| Honkaku Yonin-uchi Puro Mājan - Mājan-ō Portable                | PlayStation Portable                      | Warashi, Mahjong Kobo                         | Si      | No      | No      | 2006                   |
| Ibara                                                           | PlayStation 2                             | Cave                                          | Si      | No      | No      | 2006                   |
| Jui - Dr. Tōma Jōtarō                                           | PlayStation Portable                      | Global A Entertainment                        | Si      | No      | No      | 2006                   |
| Kādo Gēmu 9                                                     | Nintendo DS                               | Access                                        | Si      | No      | No      | 2006                   |
| Kuizu Kirameki Sutā Rōdo                                        | Nintendo DS                               | Warashi                                       | Si      | No      | No      | 2006                   |
| Mushi - Machi no Konchū Monogatari                              | Nintendo DS                               | Marionette                                    | Si      | No      | No      | 2006                   |
| Ōedo Senryōbako                                                 | PlayStation Portable                      | Global A Entertainment                        | Si      | No      | No      | 2006                   |
| Rei Shikikan Jōsentōki: Ni                                      | PlayStation 2                             | Marionette                                    | Si      | No      | No      | 2006                   |
| Remindelight                                                    | Nintendo DS                               | Japan Art Media                               | Si      | No      | No      | 2006                   |
| Top Gun                                                         | Nintendo DS                               | InterActive Vision                            | Si      | No      | No      | 2006                   |
| TT Superbikes Real Road Racing                                  | PlayStation 2                             | Jester Interactive                            | Si      | No      | No      | 2006                   |
| Ys V: Lost Kefin, Kingdom of Sand                               | PlayStation 2                             | Arc System Works                              | Si      | No      | No      | 2006                   |
| Cooking Mama: Cook Off                                          | Wii                                       | Cooking Mama Limited                          | Si      | No      | No      | 2007                   |
| Cooking Mama 2: Dinner with Friends                             | Nintendo DS                               | Cooking Mama Limited                          | Si      | No      | No      | 2007                   |
| Cooking Mama: World Kitchen                                     | Wii                                       | Cooking Mama Limited                          | Si      | No      | No      | 2007                   |
| Labyrinth DS                                                    | Nintendo DS                               | Lancarse                                      | Si      | No      | No      | 2007                   |
| Left or Right - Tutti ambidestri!                               | Nintendo DS                               | Japan Art Media                               | No      | No      | Si      | 2007                   |
| Watashi no Happī Manā Bukku                                     | Nintendo DS                               | Manakyo                                       | Si      | No      | No      | 2007                   |
| Exit                                                            | Nintendo DS                               | MOSS                                          | Si      | No      | No      | 2008                   |
| The Legend of Kage 2                                            | Nintendo DS                               | Lancarse                                      | Si      | No      | No      | 2008                   |
| Puzzle Bobble Galaxy                                            | Nintendo DS                               | Lancarse                                      | Si      | No      | No      | 2008                   |
| Space Invaders Extreme                                          | PlayStation Portable                      | Gulti                                         | Si      | No      | No      | 2008                   |
| Tetsudō Zemināru: JR-hen                                        | Nintendo DS                               | Ongakukan                                     | Si      | No      | No      | 2008                   |
| Cooking Mama 3: Chop & Shop                                     | Nintendo DS                               | Cooking Mama Limited                          | Si      | No      | No      | 2009                   |
| Dariusburst                                                     | PlayStation Portable                      | Pyramid                                       | Si      | Si      | Si      | 2009                   |
| Gardening Mama                                                  | Nintendo DS                               | Cooking Mama Limited                          | Si      | No      | No      | 2009                   |
| Min'na no Dōbu~tsuen                                            | Nintendo DS                               | Jupiter                                       | Si      | No      | No      | 2009                   |
| Min'na no Konbini                                               | Nintendo DS                               | Japan Art Media                               | Si      | No      | No      | 2009                   |
| Min'na no Ōekaki Ya-san                                         | Nintendo DS                               | Climax Entertainment                          | Si      | No      | No      | 2009                   |
| Space Invaders Extreme 2                                        | Nintendo DS                               | Project Just                                  | Si      | No      | No      | 2009                   |
| Terminator Salvation                                            | PlayStation 3, Xbox 360                   | GRIN                                          | Si      | No      | No      | 2009                   |
| Tetsudō Zemināru: Ōte Shitetsu-hen                              | Nintendo DS                               | Ongakukan                                     | Si      | No      | No      | 2009                   |
| Min'na no Suizokukan                                            | Nintendo DS                               | Jupiter                                       | Si      | No      | No      | 2010                   |
| Dariusburst Chronicle Saviours                                  | PlayStation 4, PlayStation Vita, Steam    | Pyramid, Chara-Ani                            | Si      | Si      | Si      | 2015                   |

### Su licenza
| Titolo/i                                                 | Sviluppatore/i                                   | Pubblicatore/i                                    | Console                                                                         | Anno pubb.              |
| -------------------------------------------------------- | ------------------------------------------------ | ------------------------------------------------- | ------------------------------------------------------------------------------- | ----------------------- |
| Parasol Stars                                            | Ocean Software                                   | Ocean Software                                    | Amiga, NES, Atari ST, Game Boy                                                  | 1991                    |
| Pocky & Rocky                                            | Natsume                                          | Natsume                                           | SNES                                                                            | 1992                    |
| Pocky & Rocky 2                                          | Natsume                                          | Natsume                                           | SNES                                                                            | 1994                    |
| Puzzle de Pon!                                           | Visco                                            | SNK                                               | Neo Geo                                                                         | 1995                    |
| Puzzle de Pon! R                                         | Visco                                            | SNK                                               | Neo Geo                                                                         | 1997                    |
| Puzzle Bobble Mini                                       | Ukiyotei                                         | SNK                                               | Neo Geo Pocket Color                                                            | 1999                    |
| Space Invaders                                           | Z-Axis (PS, N64, PC), Crawfish Interactive (GBC) | Activision                                        | PlayStation, Nintendo 64, PC, Game Boy Color                                    | 1999                    |
| Chase H.Q.: Secret Police Taito Memorial - Chase H.Q.    | Dreams, I.T.L.                                   | Metro3D (NA) Jorudan (JP)                         | Game Boy Color                                                                  | 1999 (NA) 2000 (JP)     |
| Elevator Action EX Dexter's Laboratory: Robot Rampage    | Altron                                           | Altron (JP) TDK (PAL) BAM! Entertainment (NA)     | Game Boy Color                                                                  | 2000                    |
| Front Line: The Next Mission Sgt. Rock: On the Frontline | Altron                                           | Altron (JP) BAM! Entertainment (NA)               | Game Boy Color                                                                  | 2000 (NA) 2001 (JP)     |
| Yogi Bear: Great Balloon Blast                           | Nekogumi                                         | BAM! Entertainment                                | Game Boy Color                                                                  | 2000                    |
| Lufia: The Legend Returns                                | Neverland                                        | Natsume                                           | Game Boy Color                                                                  | 2001                    |
| Pocky & Rocky with Becky                                 | Altron                                           | Altron                                            | Game Boy Advance                                                                | 2001                    |
| Elevator Action Old & New                                | MediaKite                                        | MediaKite                                         | Game Boy Advance                                                                | 2002                    |
| Space Invaders Evolution                                 | Digital Whip                                     | Rising Star (PAL) Marvelous (JP)                  | PlayStation Portable                                                            | 2005 (JP) 2006 (PAL)    |
| Bubble Bobble Evolution                                  | Digital Whip                                     | Rising Star (PAL) Codemasters (NA) Marvelous (JP) | PlayStation Portable                                                            | 2006                    |
| Bubble Bobble Double Shot                                | Marvelous Interactive, Dreams                    | Rising Star (PAL) Ignition (NA)                   | Nintendo DS                                                                     | 2007 (PAL) 2008 (NA)    |
| Bust-a-Move Bash!                                        | Happy Happening                                  | 505 Games (PAL) Majesco (NA)                      | Wii                                                                             | 2007                    |
| The NewZealand Story Revolution                          | Marvelous Interactive, Dreams                    | Rising Star (PAL) Ignition (NA) CyberFront (JP)   | Nintendo DS                                                                     | 2007                    |
| Rainbow Islands Evolution                                | Marvelous Interactive                            | Majesco (PAL) Ignition (NA) Marvelous (JP)        | PlayStation Portable                                                            | 2007 (JP/PAL) 2008 (NA) |
| Puzzle Bobble Universe                                   | Arika                                            | Square Enix                                       | Nintendo 3DS                                                                    | 2011                    |
| The Ninja Saviors: Return of the Warriors                | Tengo Project                                    | NatsumeAtari                                      | Nintendo Switch, PlayStation 4, PlayStation 5, Steam                            | 2019                    |
| Arkanoid: Eternal Battle                                 | Pastagames                                       | Microïds                                          | Nintendo Switch, PlayStation 4, PlayStation 5, Xbox One, Xbox Series X/S, Steam | 2022                    |
| Pocky & Rocky Reshrined                                  | Tengo Project                                    | NatsumeAtari                                      | Nintendo Switch, PlayStation 4, PlayStation 5, Steam                            | 2022                    |
| Operation Wolf Returns: First Mission                    | Virtuallyz Gaming                                | Microïds                                          | Nintendo Switch, PlayStation 4, PlayStation 5, Xbox One, Xbox Series X/S, Steam | 2023                    |

### Prototipi
- Dragon's Lair: The Adventure Continues (Sega Mega Drive, 1993) [sviluppato da Eden Entertainment Software]
- Time Diver: Eon Man (NES, 1993) [sviluppato da A.I.]

## Store digitali

### Sviluppati
| Titolo/i                                            | Servizio                  | Regione | Regione | Regione | Anno pubb.              |
| Titolo/i                                            | Servizio                  | JP      | NA      | PAL     | Anno pubb.              |
| --------------------------------------------------- | ------------------------- | ------- | ------- | ------- | ----------------------- |
| Space Invaders Get Even                             | WiiWare                   | Si      | No      | No      | 2008                    |
| Arkanoid Plus! & Arkanoid Live!                     | WiiWare, Xbox Live Arcade | Si      | No      | No      | 2009                    |
| Bubble Bobble Plus! & Bubble Bobble Neo!            | WiiWare, Xbox Live Arcade | Si      | No      | No      | 2009                    |
| Cameltry: The Labyrinth of Enigma                   | iOS                       | Si      | Si      | Si      | 2009                    |
| Morita Shōgi                                        | iOS                       | Si      | No      | No      | 2009                    |
| Puzzle Bobble Plus! & Puzzle Bobble Live!           | WiiWare, Xbox Live Arcade | Si      | No      | No      | 2009                    |
| Rainbow Islands: Towering Adventure!                | WiiWare, Xbox Live Arcade | Si      | No      | No      | 2009                    |
| Space Invaders Infinity Gene                        | iOS, Android              | Si      | Si      | Si      | 2009 (iOS) 2011 (Andr.) |
| Space Invaders Extreme Z                            | DSiWare                   | Si      | No      | No      | 2009                    |
| WaterWays                                           | iOS                       | Si      | Si      | No      | 2009                    |
| Bubble Bobble Double                                | iOS                       | Si      | Si      | Si      | 2010                    |
| Mikado Defenders                                    | iOS                       | Si      | Si      | Si      | 2010                    |
| Drawin' Growin'                                     | iOS                       | Si      | Si      | No      | 2011                    |
| Elevator Action Deluxe                              | PlayStation Network       | Si      | Si      | Si      | 2011                    |
| Burger Festa SP                                     | Android                   | Si      | No      | No      | 2012                    |
| Zombie Carnival                                     | iOS                       | Si      | Si      | No      | 2012                    |
| Agent Angels                                        | iOS, Android              | Si      | No      | No      | 2013                    |
| Crime Connection                                    | iOS, Android              | Si      | Si      | No      | 2013                    |
| Bubblen March                                       | iOS, Android              | Si      | Si      | No      | 2014                    |
| Fairy Tail: Brave Saga                              | iOS, Android              | Si      | No      | No      | 2014                    |
| Wizrogue: Labyrinth of Wizardry                     | iOS, Android              | Si      | No      | No      | 2014                    |
| Harlequin Experience                                | iOS, Android              | No      | Si      | Si      | 2015                    |
| Period Zéro                                         | iOS, Android              | Si      | No      | No      | 2016                    |
| Arkanoid vs. Space Invaders                         | iOS, Android              | Si      | Si      | Si      | 2017                    |
| Shimane Gotōji Kuesuto                              | iOS, Android              | Si      | No      | No      | 2017                    |
| Hōzuki no Reitetsu: Jigoku no Pazuru mo Kimi Shidai | iOS, Android              | Si      | No      | No      | 2019                    |
| Rakugaki Kingdom                                    | iOS, Android              | Si      | No      | No      | 2021                    |

### Pubblicati
| Titolo                           | Sviluppatore/i               | Servizio     | Anno |
| -------------------------------- | ---------------------------- | ------------ | ---- |
| Cooking Mama Seasons             | Cooking Mama Limited         | iOS          | 2011 |
| Groove Coaster                   | Matrix Software              | iOS          | 2011 |
| New Puzzle Bobble                | MOSS                         | iOS          | 2011 |
| Groove Coaster Zero              | Matrix Software              | iOS          | 2012 |
| Dariusburst Second Prologue      | Pyramid                      | iOS, Android | 2012 |
| Bust-a-Move Islands              | Gumi Inc.                    | iOS, Android | 2013 |
| Idol Chronicle                   | H.a.n.d.                     | iOS, Android | 2014 |
| Groove Coaster 2: Original Style | Matrix Software              | iOS, Android | 2015 |
| Crimson Clan                     | Idea Factory, Design Factory | iOS, Android | 2019 |
| Bub's Puzzle Blast!              | ACT Games                    | iOS, Android | 2021 |